# نقاب میوتارو
نقاب میوتارو (ژاپنی: 泣きたい私は猫をかぶる، هپبورن: Nakitai Watashi wa Neko o Kaburu, lit. "Wanting to Cry, I Pretend to Be a Cat") یک فیلم فانتزی-عاشقانه به سبک انیمه محصول سال ۲۰۲۰ کشور ژاپن است که توسط استودیو کلریدو، توهو انیمیسن و توین انجین تولید شده است. این فیلم به کارگردانی جونیچی ساتو و توموتاکا شیبایما، در ۱۸ ژوئن ۲۰۲۰ در نتفلیکس به زبان ژاپنی اکران شد.
در ابتدا قرار بود با اکران ژاپنی این فیلم به نمایش درآید، انتشار دوبله انگلیسی تا ۲۸ ژوئن ۲۰۲۰ به‌تعویق افتاد، و بعد به‌طور رسمی در نتفلیکس منتشر شد.

## خلاصه داستان
میو ساساکی یک دختر دبیرستانی ناراضی است که در شهر توکونام، استان آیچی زندگی می‌کند. یک روز، او یک ماسک جادویی از یک فروشنده مرموز ماسک می‌گیرد که به او اجازه می‌دهد تبدیل به یک گربه شود. او در نقش «تارو» با هینوده وقت می‌گذراند.